# Clavaspis disclusa
Clavaspis disclusa är en insektsart som beskrevs av Ferris 1938. Clavaspis disclusa ingår i släktet Clavaspis och familjen pansarsköldlöss. Inga underarter finns listade i Catalogue of Life.